# South Quay Plaza
South Quay Plaza è un complesso residenziale in fase di ultimazione di Canary Wharf sull'Isle of Dogs, a Londra, all'interno del distretto di Tower Hamlets, sviluppato da Berkeley Group Holdings e progettato dall'architetto Foster + Partners. Il sito si trova nell'immediato nord di Marsh Wall e nell'immediato sud del distretto finanziario di Canary Wharf. Il completamento è previsto per il 2022.
Comprende tre torri, di cui la più alta, Hampton Tower, raggiungerà un'altezza di 214,5 metri rendendola il secondo grattacielo residenziale più alto attualmente proposto per Londra. Ci saranno anche nuovi spazi pubblici e di vendita al dettaglio, bar e ristoranti.
Sostituisce tre edifici per uffici e negozi sul sito che erano stati costruiti negli anni 1980. I lavori di fondazione sono iniziati a seguito della demolizione degli edifici precedenti.

## Sito
Il complesso è situato in un'area che è stata una delle prime ad essere sviluppate lungo il Marsh Wall. South Quay 1 è stato costruito nel 1986 e occupato dal Daily Telegraph fino al trasferimento a Canary Wharf. L'edificio poi rimase vuoto per qualche tempo. South Quay 1 è stato seguito da South Quay 2 e poi da South Quay 3. Per un certo periodo, all'inizio degli anni 1990, questi edifici hanno dominato l'area intorno a Marsh Wall fino a quando una bomba dell'IRA, alla fine dell'autunno 1996, ha portato alla demolizione dell'originale South Quay 1. Sebbene originariamente previsto per la demolizione, South Quay 2 è rimasto fino a quando lo schema di Berkley non lo ha demolito.  South Quay 3 (189 Marsh wall) è stato restaurato all'esterno dopo la bomba e ribattezzato Wyndham House. Ora si chiama South Quay Building.

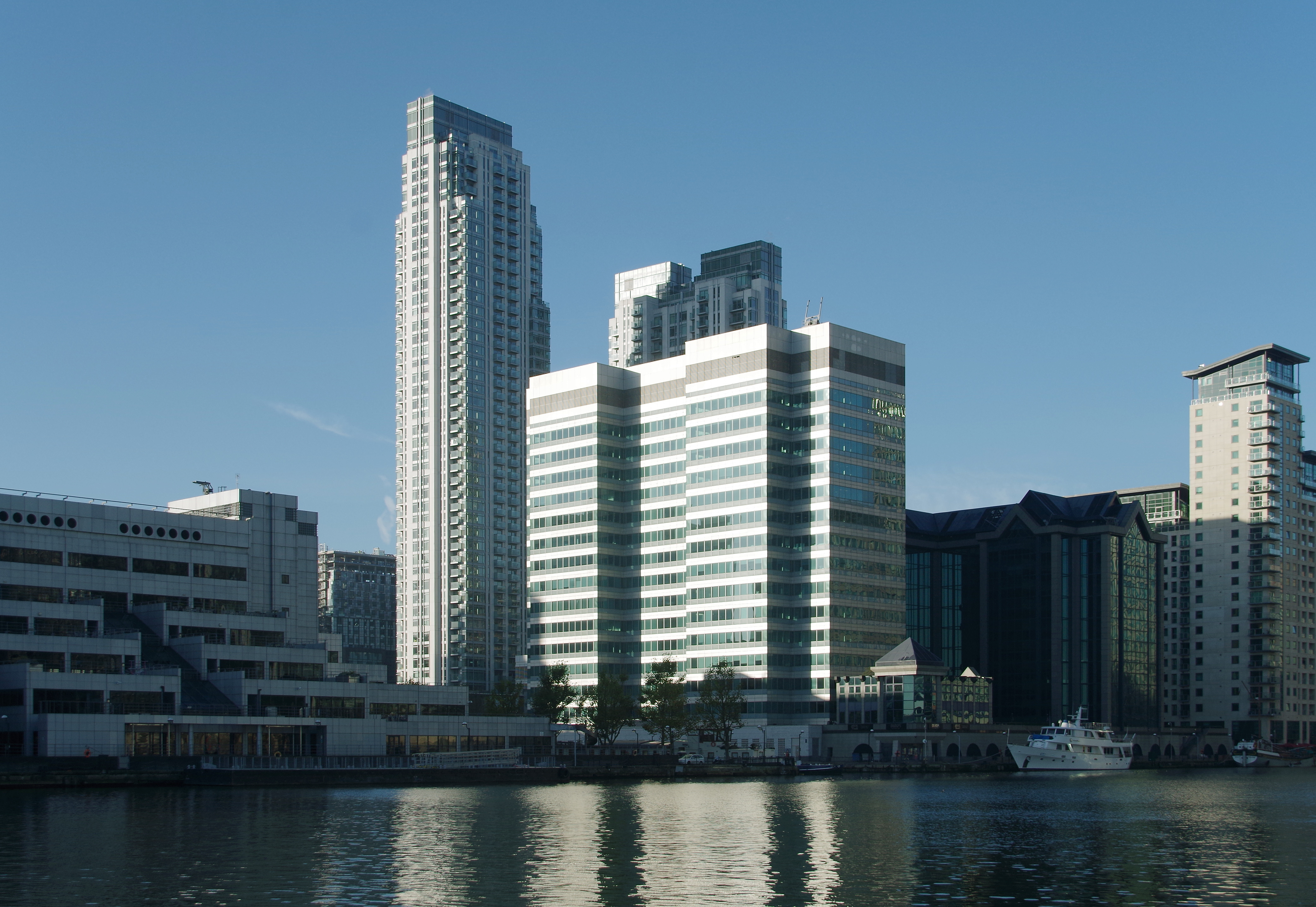
Sito del South Quay Plaza, con la Pan Peninsula sullo sfondo. L'edificio di 15 piani (al centro) rimarrà.

Per far posto al nuovo sviluppo verranno demoliti tre edifici di due, tre e dieci piani adibiti ad uffici e negozi. Un edificio di quindici piani sul sito è in fase di conservazione e ristrutturazione.

## Progetto e sviluppo
Nell'aprile 2014, Berkeley ha ottenuto gli edifici e il sito di South Quay Plaza. Aveva già sviluppato progetti nel 2013 per due edifici residenziali di 73 e 36 piani. Tuttavia, il più alto dei due edifici è stato considerato eccessivo per l'area. Di conseguenza, è stato ridotto in altezza a 68 piani e 214,5 metri. L'edificio più piccolo è rimasto invariato a 115,2 metri.
Il permesso di costruzione è stato concesso, dai consiglieri del Tower Hamlets Council, nel novembre 2014. Nell'aprile 2015 ha ricevuto l'approvazione dall'allora sindaco di Londra Boris Johnson.
Nel 2015, Berkeley ha annunciato che stava progettando di costruire una terza torre accanto a South Quay Plaza. Il grattacielo, noto come South Quay Plaza 4, dovrebbe essere leggermente più piccolo del più grande grattacielo: alto 192 metri con 56 piani e 396 appartamenti oltre ad un'area commerciale. Nonostante sia stato raccomandato per l'approvazione da parte degli ufficiali di pianificazione, è stato inizialmente respinto dal consiglio di Tower Hamlets il 12 maggio 2016, prima di ottenere il permesso di costruzione il 28 luglio 2016.
In totale, il complesso avrà 1.338 appartamenti residenziali, 6.000 m2 di nuovi spazi pubblici all'aperto, nonché caffè e ristoranti.

### Costruzione
Ci saranno due fasi di sviluppo. La fase uno è stata completata nel 2020. Ha comportato la demolizione degli edifici precedenti per preparare lo spazio per la costruzione della più grande e della più piccola delle tre torri. Comprende la costruzione del grattacielo più grande mentre la costruzione della torre più piccola farà parte della seconda fase di sviluppo.
La costruzione della seconda torre più alta nel sito vicino è prevista come parte della seconda fase o di un'ulteriore fase tre.
Nel luglio 2015, la società di costruzioni Laing O'Rourke ha vinto il contratto per costruire il più grande e il più piccolo dei tre edifici.

### Fasi di sviluppo
| Fase | Inizio/fine anno | Particolari                                              |
| ---- | ---------------- | -------------------------------------------------------- |
| 1    | 2015 – 2020      | Demolizione di edifici, costruzione della torre più alta |
| 2    | 2018 – 2022      | Costruzione della seconda torre                          |

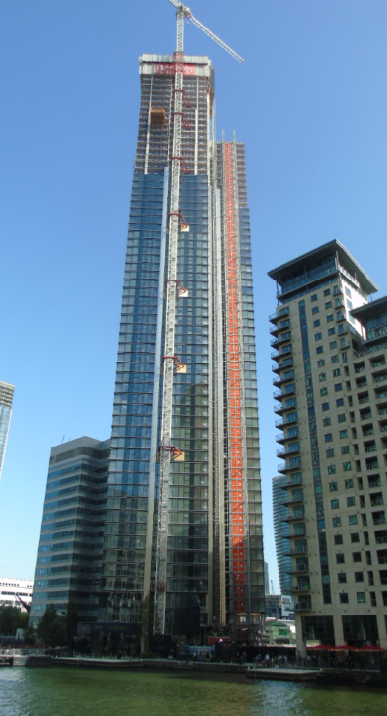
2019
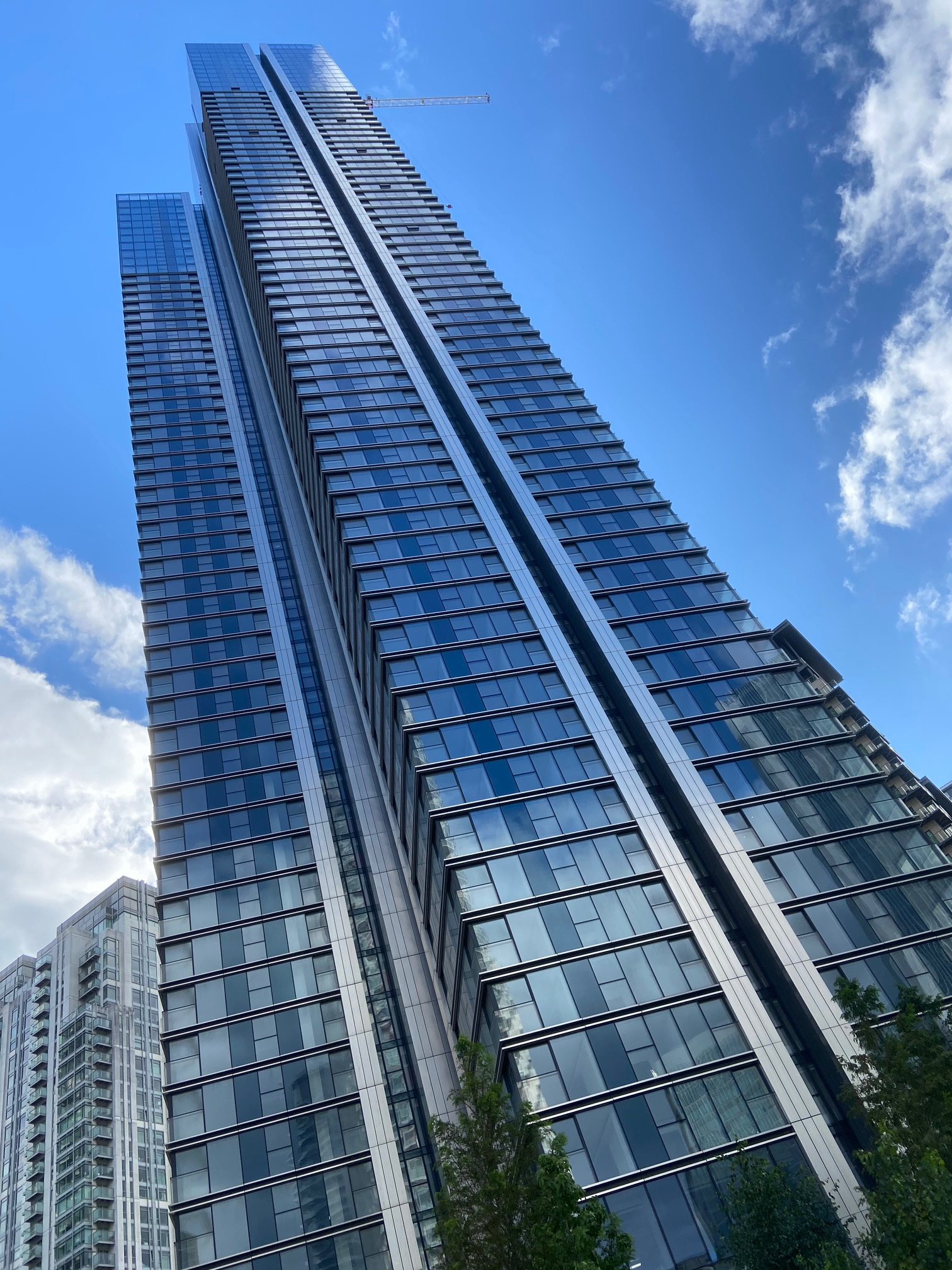
2020

## Posizione
Si trova al 183-189 Marsh Wall, South Quay, nel quartiere londinese di Tower Hamlets, a sud di Canary Wharf e si affaccia sul South Dock che si trova nell'immediato nord. La stazione più vicina è South Quay DLR e la stazione della metropolitana Canary Wharf.